# بهرام شاهرخ
شاه بهرام شاهرخ(زاده ۱۲۹۰  - درگذشته ۱۳۵۳) روزنامه‌نگار ایرانی بود. او در دوران جنگ جهانی دوم گوینده بخش فارسی رادیو برلین بود و پس از جنگ در ایران به مدیریت اداره کل تبلیغات و انتشارات رسید.

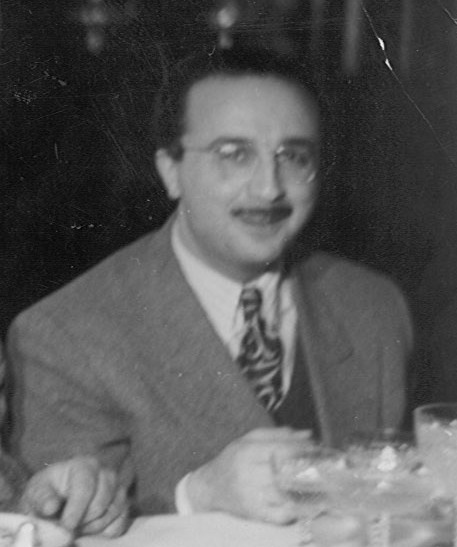

او فرزند کیخسرو شاهرخ و زاده تهران بود. تحصیلاتش را در زادگاهش، بمبئی، انگلستان و آلمان سپری کرد و در رشته روزنامه‌نگاری تحصیل کرد.
او به دلیل گرایش‌های ضد انگلیسی خود با آلمانی‌ها مرتبط شد و در سال ۱۳۱۷ به آلمان رفت، با داوود منشی زاده دوست شد و طرفدار آلمان نازی شد. او در همکاری با وزارت پروپاگاندای آلمان نازی برنامه ای فارسی برای بخش فارسی رادیو برلین تدوین کرد که به تأیید یوزف گوبلس رسید. او در برنامه‌هایش شدیداً به انگلستان و رضاشاه حمله می‌کرد و آدولف هیتلر، پیشوای آلمان، را به عنوان منجی ایران معرفی می‌کرد. ایران خواستار استرداد وی از آلمان شد که مورد موافقت این کشور قرار نگرفت. او در تفسیرهای ایدئولوژیکش اغلب از آیه‌هایی از قرآن استفاده می‌کرد. او همچنین مجله جهان نو را در برلین منتشر می‌کرد.
پس از پایان جنگ جهانی دوم، شاهرخ به ایران بازگشت ولی دیگر به آلمان گرایشی نداشت و با انگلیسی‌ها مرتبط بود. او در سال ۱۳۲۷ در دولت محمد ساعد به مدیرکلی تبلیغات و انتشارات منصوب شد و تا آذر ۱۳۲۸ در این سمت بود. در دولت رجبعلی منصور در سال ۱۳۲۹ دوباره به این سمت منصوب شد ولی سپس برکنار شد. در دولت حاجعلی رزم آرا نیز او با وجود عدم رضایت نخست‌وزیر به دلیل حمایت انگلیسی‌ها دوباره به این سمت گمارده شد. در جریان کودتای ۲۸ مرداد از فعالان کودتا بود و پس از کودتا از سوی اردشیر زاهدی به پاس خدماتش به مدیرعاملی سد همدان رسید.
او در سال ۱۳۴۴ به اسلام گروید.